# Austrofestuca
Austrofestuca is een geslacht uit de grassenfamilie (Poaceae). De soorten van dit geslacht komen voor in delen van Australië.

## Soorten
Van het geslacht zijn de volgende soorten bekend: 
- Austrofestuca eriopoda
- Austrofestuca hookeriana
- Austrofestuca littoralis
- Austrofestuca pubinervis
- Austrofestuca triticoides